# Lößnitz-Kapelle
Die Lößnitz-Kapelle, auch Stadtkapelle beziehungsweise Stadtorchester, war ein erst privat geführtes, dann jedoch kommunales professionelles Sinfonieorchester in der heutigen sächsischen Stadt Radebeul.

## Geschichte
Im Jahr 1871 gründete der vormalige Stadtmusikus von Frauenstein, Friedrich Gottfried Seyfried, in Fürstenhain die erste professionelle Musikkapelle der Lößnitzortschaften. Mit der Eingemeindung Fürstenhains nach Kötzschenbroda 1876 wurde das Orchester fester Bestandteil des Kulturlebens. Durch die stark wachsende Zahl an Einwohnern und der gleichzeitig wachsenden Anzahl von Gaststätten während der Gründerzeit gab es reichlich Auftrittsmöglichkeiten. Insbesondere der Zuzug kulturinteressierter Personen in die Pensionopolis Sachsens, vom König auch Sächsisches Nizza tituliert, sorgte für regen Bedarf an musikalischer Unterhaltung.

Lößnitzer Hof, Ansichtskarte vor 1910

Der Wirt Karl August Rupprecht vom Lößnitzer Hof in der heutigen Meißner Straße 202 (in Niederlößnitz), damals noch unter dem Namen Zur guten Hoffnung, übernahm 1887 als Musikdirigent die Kapelle. 1897 übernahm sie am selben Ort der Musikdirektor Bruno Krumbholz, der gleichzeitig damit eine private Musiklehranstalt gründete, um nicht nur seinen eigenen Bedarf an Orchestermusikern zu sichern, sondern auch für die nahe Residenzstadt Dresden und deren Orchester und Musikkapellen Nachwuchs auszubilden. Nachdem im Folgejahr seine nahegelegene Villa in der Blücherstraße 9 (heute Bernhard-Voß-Straße 23) fertiggestellt war, verlegte er die Musikschule dorthin; die Probenräume des Orchesters blieben im Lößnitzer Hof. Zu Beginn des Ersten Weltkriegs wurde die Kapelle aufgelöst. Krumbholz und sein Sohn Kurt belebten 1919 die Stadtkapelle wieder. Vater und Sohn Krumbholz starben 1923.
Krumbholz' Nachfolger wurde der Konzertmeister Wilhelm Laudel (1881–1964), der 1924 die offizielle Einsetzung als Stadtmusikdirektor erhielt, wohl im Zusammenhang mit dem Erhalt der Stadtrechte nach der Vereinigung der westlichen Lößnitzortschaften zur Stadt Kötzschenbroda. Sein Orchester bestand regelmäßig aus etwa 25 Musikern aller Instrumentengruppen, die noch durch Schüler der von ihm betriebenen Orchester- und Musikerfachschule verstärkt wurden. Laudel stand somit ein komplettes Sinfonieorchester zur Verfügung.
An Auftrittsorten wie beispielsweise der Ausflugsgaststätte Meierei im Lößnitzgrund, der Goldenen Weintraube (wo später die Landesbühnen Sachsen entstehen sollten) oder dem Gasthof in Friedewald spielte das Orchester regelmäßig auf, das Repertoire bestand sowohl aus Klassischer Musik, Marschmusik wie auch aus zu jener Zeit populärer Tanzmusik.
Im Jahr 1943 wurde das Orchester von der Stadt Radebeul, die 1935 aus der Vereinigung Kötzschenbrodas und Radebeuls hervorgegangen war, in öffentliche Verwaltung übernommen. Nach dem Zweiten Weltkrieg konnte Laudel das Orchester zusammen mit seiner Musikerschule zurückerwerben. In den Folgejahren trat es unter wechselnden Namen auf, 1946 als Laudelorchester, 1947 als Konzertorchester Radebeul und ab 1948 als Stadtorchester Radebeul.
Anfang 1951 wurde gegen den Protest Laudels seine Schule amtlicherseits geschlossen; Laudel war da 70 Jahre alt. Mitte der 1950er Jahre wurde dann das Stadtorchester aufgelöst; Laudel hatte es da bis zum Alter von etwa 75 Jahren geleitet. Seit etwa jener Zeit bespielen die Landesbühnen Sachsen ihr Haus in Radebeul.
Laudel selbst blieb bis 1964 noch ein knappes Jahrzehnt im Ruhestand.